# Cimarron County
Cimarron County är ett administrativt område i delstaten Oklahoma, USA, med 2 475 invånare. Den administrativa huvudorten (county seat) är Boise City. 

## Geografi
Enligt United States Census Bureau har countyt en total area på 4 768 km². 4 753 km² av den arean är land och 16 km² är vatten. 

### Angränsande countyn
- Baca County, Colorado - nord
- Morton County, Kansas - nordost
- Texas County - öst
- Dallam County, Texas - syd
- Sherman County, Texas - sydost
- Union County, New Mexico - väst